# 夏集镇 (邓州市)
夏集乡，是中华人民共和国河南省南阳市邓州市下辖的一个乡镇级行政单位。

## 行政区划
夏集乡下辖以下地区：
夏集村、郭关庙村、坡刘村、岗上村、邓营村、常营村、梅张村、翟坡村、小庄村、高台村、程集村、解放庄村、陈营村、小耿营村、苏家村、李官村、白塔村、大桥村、耿庄村、关刘村、贾洼村、城皇庙村、田洼村、王集村、万营村、唐张村、篦张村、孙沟村、胡岗村和杨河村。